# Podszyt

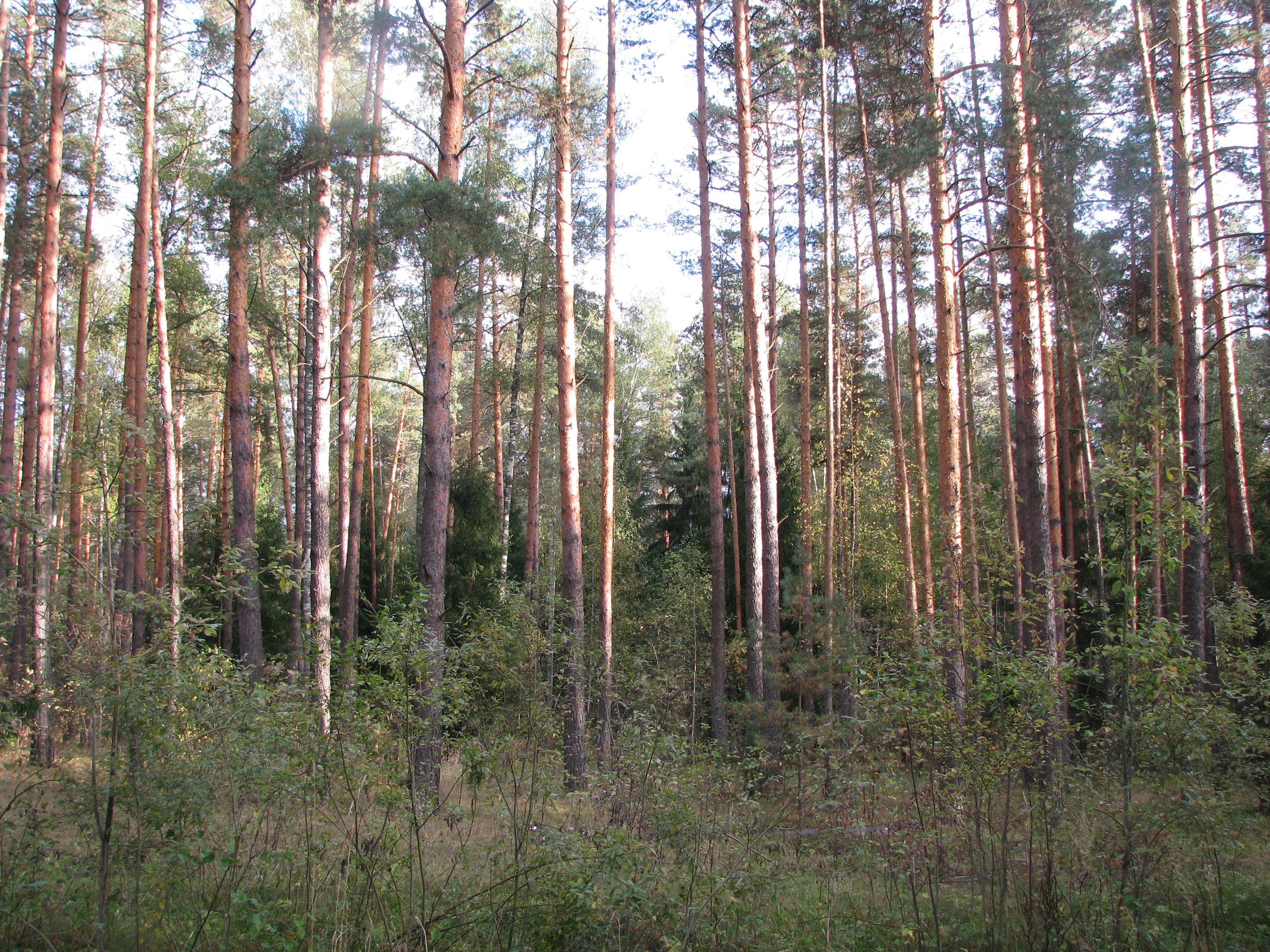
Podszyt w borze sosnowym

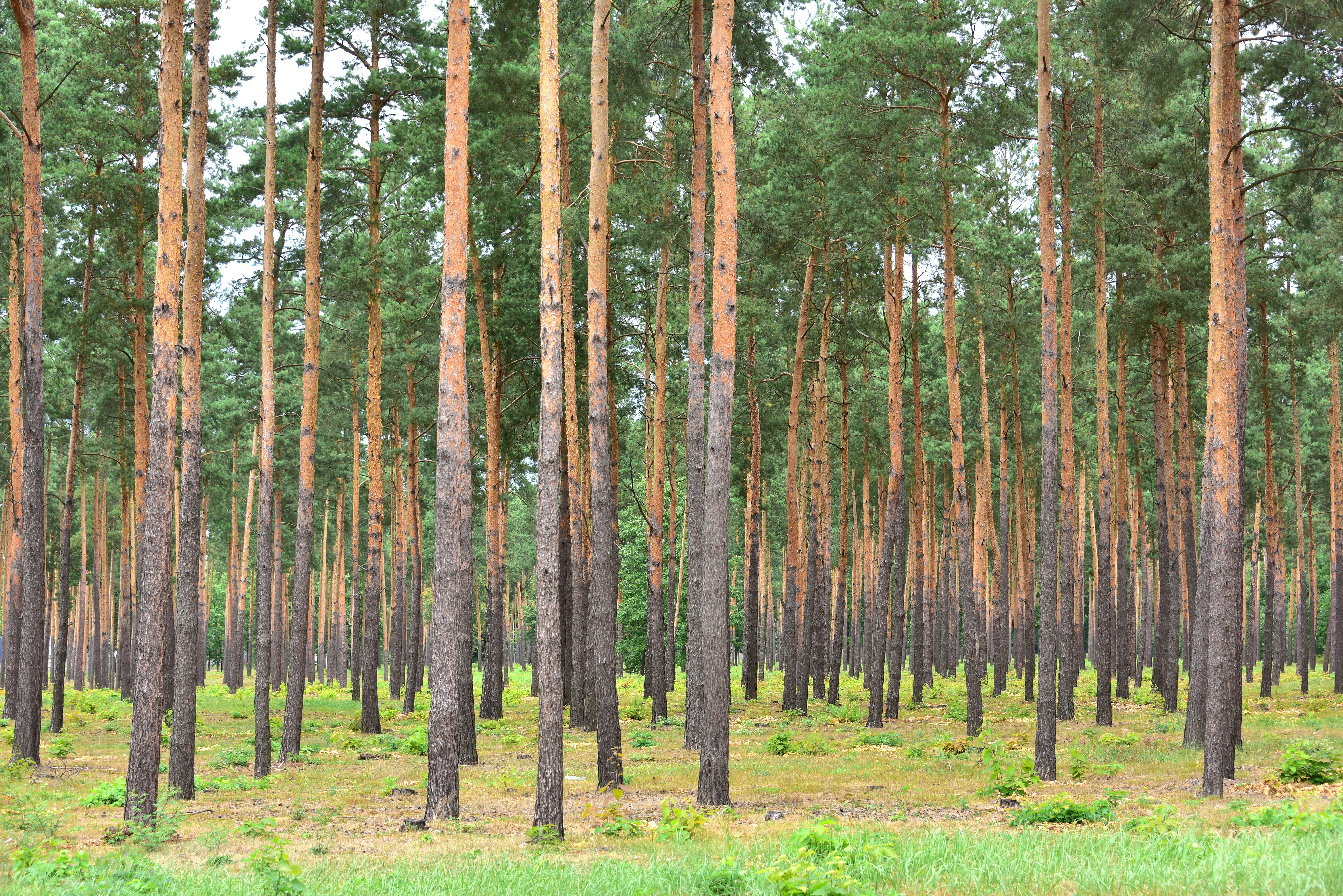
Bór sosnowy bez podszytu

Podszyt, podszycie lasu – warstwa roślinności (piętro) w ekosystemie leśnym zbudowana z krzewów i niskich drzew o wysokości do 4 m. Gatunki wyrastające w wysokopienne drzewa mogą wchodzić w skład podszytu, jeśli rozwijają się w niekorzystnych warunkach (np. z powodu ocienienia lub nieodpowiedniego siedliska) i, w efekcie, ich rozwój oraz wzrost jest zahamowany. O ile krzewy rosnące w podszycie rozwijają się zakwitając i obradzając nasionami, o tyle gatunki drzewiaste rosnące w podszycie zazwyczaj giną bezpotomnie, bądź rozmnażają się tylko wegetatywnie. W szczególnych przypadkach podszyt może zmienić się w podrost i następnie w drzewostan, jeśli dla tworzących go gatunków drzewiastych poprawie ulegną warunki świetlne.
Podszyt tworzą głównie gatunki znoszące ocienienie. Wprowadzane są w leśnictwie zwłaszcza w drzewostanach jednogatunkowych, o zwarciu rozluźnionym i mniejszym. 
W pożarach określanych jako wierzchołkowe lub górne, obejmujących najwyższe parte roślinności, rośliny podszytu giną wraz z innymi. W pożarach przyziemnych podszyt ulega tylko częściowemu zniszczeniu.

## Znaczenie podszytu dla leśnictwa i ekosystemu
Występowanie podszytu wpływa korzystnie na stan drzewostanu, zwieszając jego przyrost oraz sprzyjając oczyszczaniu się strzał drzew sosnowych. W szczególności podszyt gatunków drzewiastych powstający z odrostów wpływa korzystnie na młode uprawy leśne zwiększając ich zwarcie i przyspieszając oczyszczanie się pni. Podszyt konkuruje z drzewami o wodę i substancje pokarmowe, jednak konkurencja ta jest mniejsza niżeli zwartego runa trawiastego, rozwijającego się często w przypadku braku podszytu. 
Podszyt wpływa na warunki siedliskowe. Modyfikuje klimat wnętrza lasu, ponieważ ocieniając glebę i hamując wiatr obniża parowanie z jej powierzchni. Tworzenie i utrzymywanie podszytu ma szczególne znaczenie wzdłuż brzegów drzewostanu. Tzw. „zamknięty brzeg drzewostanu” stanowi naturalną zaporę przed niekorzystnym wpływem zewnętrznym, np. szkodami powodowanymi przez wiatr. Podszyt chroni glebę przed wysychaniem i erozją, za sprawą sieci korzeni ułatwia przesiąkanie wody w głąb gleby. Wzbogaca glebę w materię organiczną, tym bardziej urozmaiconą im bardziej zróżnicowany ma skład, co przyczynia się do szybszego rozkładu substancji organicznych i zapobiega powstawaniu próchnicy nadkładowej (surowej).
Podszyt w lesie pełni istotną rolę biocenotyczną, zwiększając jego różnorodność biologiczną i tym samym zdolności do samoregulacji, w tym ograniczając ryzyko wystąpienia i wielkość gradacji owadów. Podszyt chroni glebę przed zarastaniem gleby ekspansywną roślinnością zielną. To z kolei także ułatwia wykonywanie zabiegów hodowlanych w lesie (np. wykonywanie intensywniejszych cięć pielęgnacyjnych) bez ryzyka nadmiernego prześwietlenia lasu i zadarnienia gleby (utrudniającego odnowienie lasu).
Nie w każdym wypadku oddziaływanie podszytu jest korzystne. Świerk pospolity rosnąc w podszycie opóźnia proces próchnicowania i pogarsza warunki wodne. Czeremcha amerykańska wprowadzona została do europejskich lasów w celu zmniejszenia zagrożenia ze strony wiatrów i pożarów. Zakładano także, że proporcjonalnie mały udział węgla w stosunku do azotu w liściach tego gatunku, będzie działał korzystnie na leśną glebę. W praktyce okazało się jednak, że zamiast poprawiać jej właściwości – powoduje spadek pH i zmniejsza dostępność substancji pokarmowych. Użytkowanie drzewostanów w lasach opanowanych przez czeremchę amerykańską jest droższe w związku z utrudnieniem lub uniemożliwieniem naturalnego odnowienia lasu, utrudnieniem w wykonywaniu zrębów i odnowienia sztucznego. Wprowadzenie i inwazja tego gatunku w lasach utrudniła tzw. ekologizację gospodarki leśnej i spowodowała ogromne koszty działań zmierzających do ograniczenia jej występowania.
Ze względów hodowlano-gospodarczych wprowadzane są do podszytów gatunki introdukowane, nie występujące na danym terenie naturalnie i powodujące znaczne przekształcenia ekosystemów leśnych. Poza wspomnianą czeremchą amerykańską, do gatunków obcych w lasach Europy Środkowej, zalecanych w niektórych źródłach do nasadzeń fitomelioracyjnych należą: wierzba ostrolistna, tawlina jarzębolistna, karagana syberyjska, śnieguliczka biała, dąb czerwony i robinia akacjowa.

## Wprowadzanie i kształtowanie podszytu w ramach pielęgnacji lasu
Wprowadzanie podszytu jest rekomendowane w drzewostanach jednogatunkowych i jednowarstwowych, w szczególności sosnowych, na ubogich siedliskach. Zabieg wykonuje się, gdy drzewostan znajduje się w II klasie wieku (ma od 20 do 40 lat). Gatunki podszytowe, odpowiednie dla warunków siedliskowych wprowadza się płatami (jednogatunkowe skupienia o powierzchni ok. 10 arów). Na ubogich siedliskach więźba powinna być rzadka (odległości między sadzonkami ok. 2,5 m), a na żyźniejszych gęstsza (ok. 1–2 m odstępu), ponieważ w odpowiednich warunkach jest możliwość wyprowadzenia na takim siedlisku sadzonek w dolne piętro drzewostanu i docelowo następną jego generację. Przy planowaniu nasadzeń uwzględnić należy udział gatunków nektaro- i spadziodajnych, takich jak: brzoza, wierzba iwa, dąb bezszypułkowy, jarząb pospolity, róża dzika, kruszyna pospolita, głóg, trzmielina brodawkowata, bez czarny i koralowy. Rośliny takie sadzi się w formie domieszek w grupach po kilka-kilkanaście sztuk. 
Ograniczanie rozwoju i usuwanie nadmiernie rozwiniętego podszytu rekomendowane jest wzdłuż szlaków komunikacyjnych, zwłaszcza spacerowych.

## Gatunki typowe podszytu na różnych siedliskach leśnych
W zależności od siedliska leśnego w lasach niżowych Europy Środkowej gatunkami typowymi w podszycie są: 
bór suchy (podszyt słabo wykształcony): jałowiec pospolity, ew. także: jarząb pospolity, sosna zwyczajna, brzoza brodawkowata,
bór świeży: jałowiec pospolity, jarząb pospolity, dąb bezszypułkowy, ew. także: brzoza brodawkowata, topola osika, kruszyna pospolita, świerk pospolity,
bór wilgotny: kruszyna pospolita, jarząb pospolity, jałowiec pospolity, wierzby krzewiaste, ew. także woskownica europejska,
bór bagienny (podszyt słabo wykształcony): kruszyna pospolita, wierzby krzewiaste, sosna zwyczajna, brzoza omszona,
bór mieszany świeży: jarząb pospolity, jałowiec pospolity, leszczyna pospolita, kruszyna pospolita, trzmielina pospolita, ew. także grab pospolity,
bór mieszany wilgotny: kruszyna pospolita, jarząb pospolity, leszczyna pospolita, wierzby krzewiaste, ew. także: jałowiec pospolity, wiciokrzew pospolity i pomorski, porzeczka alpejska,
bór mieszany bagienny: kruszyna pospolita, wierzby krzewiaste (gł. wierzba szara i uszata), ew. także jarząb pospolity,
las mieszany świeży (czasem słabo wykształcony lub brak, np. w buczynach): kruszyna pospolita, jarząb pospolity, leszczyna pospolita, trzmielina pospolita, głóg, ew. także: wiciokrzew pospolity, czeremcha zwyczajna,
las mieszany wilgotny: jarząb pospolity, leszczyna pospolita, czeremcha zwyczajna, kruszyna pospolita, ew. także trzmielina brodawkowata,
las mieszany bagienny: kruszyna pospolita, wierzba szara i uszata, wiciokrzew pomorski, porzeczka czarna,
las świeży: jarząb pospolity, leszczyna pospolita, szakłak pospolity, wiciokrzew pospolity, trzmielina pospolita, głóg jednoszyjkowy i dwuszyjkowy, kruszyna pospolita, czeremcha zwyczajna, wawrzynek wilczełyko, dereń świdwa, kalina koralowa, bez czarny,
las wilgotny: leszczyna pospolita, kruszyna pospolita, wierzba szara, porzeczka czarna, dereń świdwa, jałowiec pospolity, jarząb pospolity, ew. także: trzmielina pospolita, czeremcha zwyczajna, wiciokrzew pospolity, szakłak pospolity, głóg, bez czarny,
ols: kruszyna pospolita, kalina koralowa, leszczyna pospolita, porzeczka czarna, jarząb pospolity, czeremcha zwyczajna, wierzba uszata,
las łęgowy: bez czarny, bez koralowy, głóg, trzmielina pospolita, dereń świdwa, leszczyna pospolita, kruszyna pospolita, porzeczka czarna, czeremcha zwyczajna, śliwa tarnina, wierzby